# マリリン・ホーン

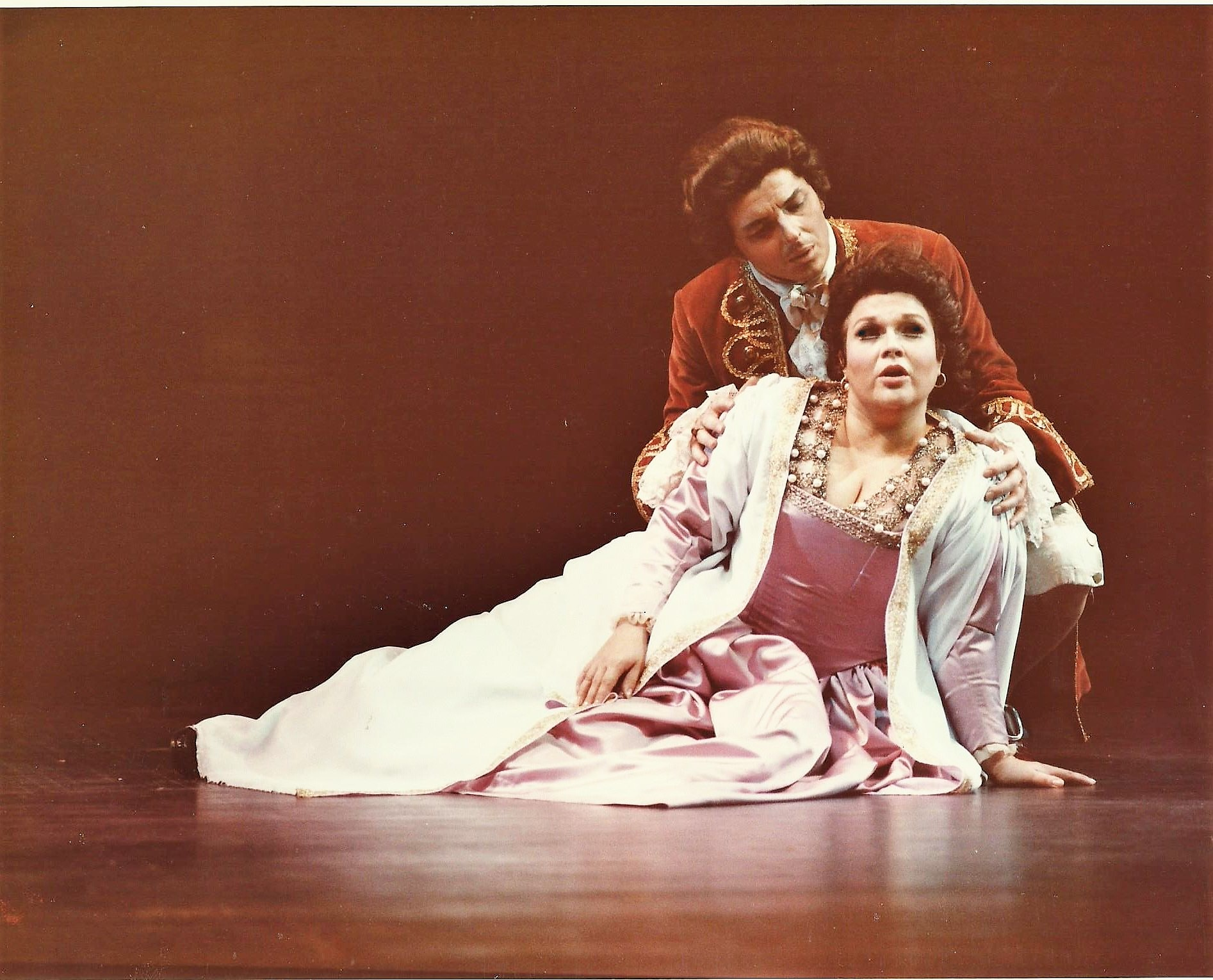
ヴィルヘルム・マイスター役のベニアミーノ・プライアーとタイトルロールのミニョン役のマリリン・ホーン。エドモントン・オペラ（1978年）

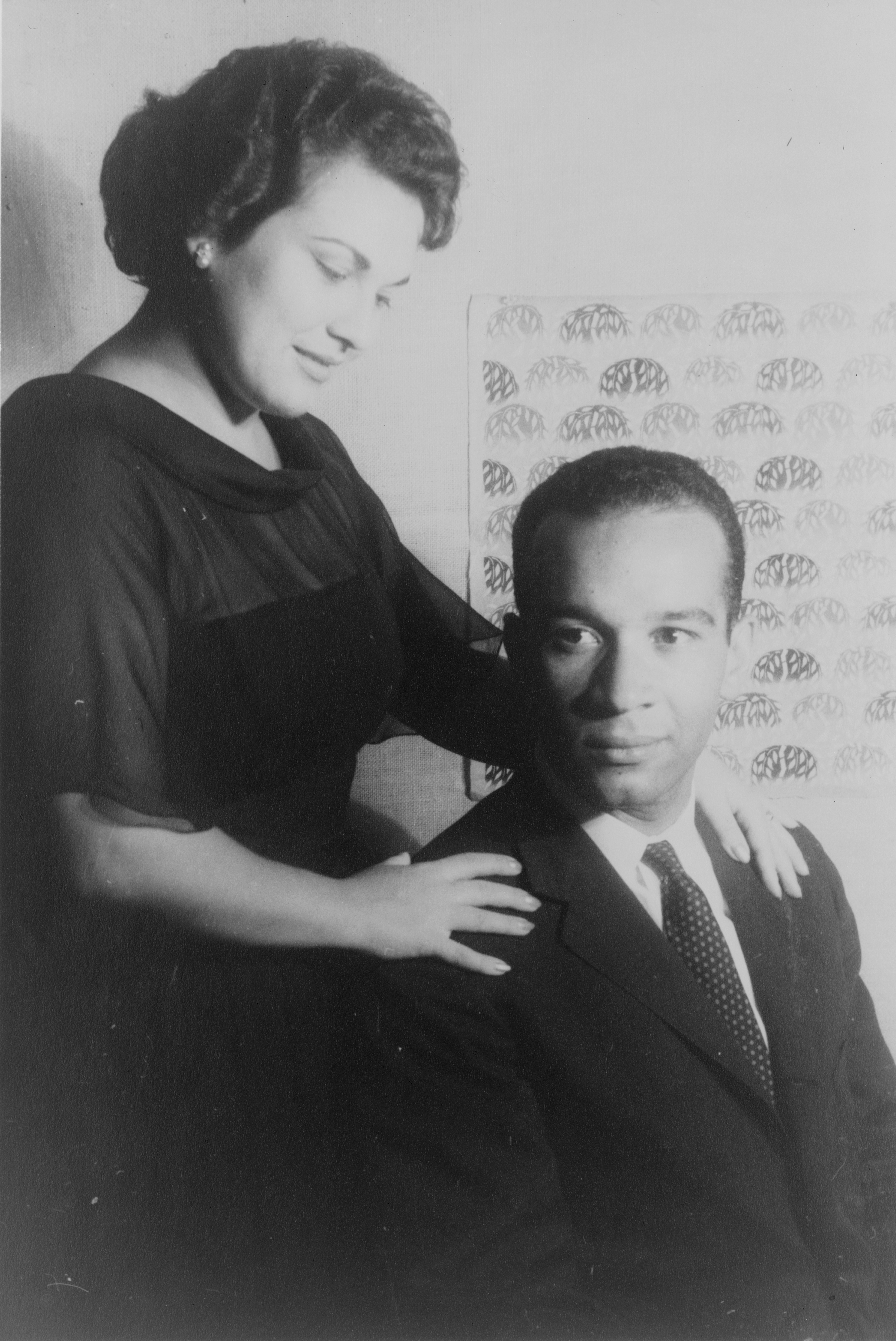
マリリン・ホーンとヘンリー・ルイス（1961年、カール・ヴァン・ヴェクテン撮影）

マリリン・ホーン（Marilyn Horne、1934年1月16日 - ）は、アメリカのペンシルベニア州ブラッドフォード生まれのメゾソプラノ歌手。
ロッシーニ歌手として知られ、バロック時代の歴史的ベルカント・オペラのレパートリーを現代に広げた。

## 略歴

### 初期の活動
南カリフォルニア大学でウィリアム・ヴェナード（William Vennard）に学んだ後、ロッテ・レーマンに師事した。
デビューは、1954年にミュージカル映画『カルメン』の主役を務めるドロシー・ダンドリッジの歌の吹き替えという異色の形となったが、1954年にはロサンゼルス歌劇場で『売られた花嫁』のハタ役で初舞台を踏み、しばらくはコンサートを中心に活躍した。
1956年には初めてヨーロッパにわたり、翌年ドイツのゲルゼンキルヒェン市立歌劇場（Oper Gelsenkirchen）と契約した。1960年まで同歌劇場を中心に、ウィーン国立歌劇場やヴェネツィア音楽祭にも出演した。1960年にはアメリカに戻り、サンフランシスコ歌劇場、シカゴ歌劇場に出演した。1964年にはイギリスのロイヤル・オペラ・ハウスで「ヴォツェック」のマリー役を歌い、イギリス・デビューを果たす。

### ベルカント歌手として
転機は、1961年2月にベッリーニのオペラ『ベアトリーチェ・ディ・テンダ』（Beatrice di Tenda）のニューヨークのカーネギー・ホール公演で、ジョーン・サザーランドの相手役として抜擢されたことで生まれた。そこで、それまでのメゾソプラノ歌手よりも装飾歌唱を駆使した強靭な声で、サザーランドと互角に渡り合った。
彼女の名声を確固たるものとしたのは、1964年にカーネギー・ホールにおける『セミラーミデ』での、アルサーチェ役によるサザーランドとの競演である。広い音域にわたるむらのない強靭な声で、装飾歌唱を自在に駆使してサザーランドとの緊迫した演技を披露したことにより、ロッシーニ歌手としての名声を受けた。サザーランドとのコンビでは、ベッリーニの『ノルマ』のアダルジーザ役でも競演した。
他にも1969年には、ロッシーニの『コリントの包囲』のネオクレ役を演じ、更には『タンクレーディ』のタイトルロールといった、ロッシーニの男装主役たちを復活させたことが大きな功績となる。
また、ヘンデルの『リナルド』やヴィヴァルディの『オルランド・フリオーゾ』等のバロック・オペラの英雄役の発掘にも成功し、歴史的ベルカント・オペラを聴衆に知らしめた功績も大きい。このように、オペラにおけるメゾソプラノ歌手の活躍の舞台を広げたことは、チェチーリア・バルトリやヴェッセリーナ・カサロヴァ、ジェニファー・ラーモア（Jennifer Larmore）といった、ロッシーニを得意とするメゾソプラノ歌手を多く輩出する下地ともなった。このため、ホーンの活躍を機にメゾソプラノの歌唱技術が飛躍的に向上したことを指して、「ホーン以前」「ホーン以後」と分ける者もいる。
1970年代にはジャコモ・マイアベーアの『預言者』のフィデス役に登場している。1977年 1月のメトロポリタン歌劇場と1979年9月のメトロポリタン歌劇場による再演が代表的な上演となっており、指揮はいずれも夫のヘンリー・ルイスが務めた。

## 日本における評価
以上のような功績にもかかわらず、遅くとも1990年代までの日本におけるホーンの評価は、サザーランドのそれと同じく高いものとは言えなかった。その理由として、ホーンの声が強靭で野太いものだったことに対する生理的な嫌悪感を日本の評論家たちが抱いていたことが挙げられる。

## 映画出演・吹き替え
- カルメン Carmen Jones (1954) ※ドロシー・ダンドリッジの吹き替え
- フラワー・ドラム・ソング Flower Drum Song (1961) ※レイコ・佐藤の吹き替え

## 関連書籍
- 相澤啓三「オペラ・オペラ・オペラ! 天井桟敷のファンからの」洋泉社 1999年刊